# Jann George
Jann-Christopher George (Norimberga, 31 luglio 1992) è un calciatore tedesco, attaccante del Bayreuth.

## Carriera
Ha giocato nella seconda divisione tedesca.